# Маневицька селищна територіальна громада
Маневицька селищна громада — об'єднана територіальна громада в Україні, у Камінь-Каширському районі Волинської області. Адміністративний центр — селище Маневичі. Міське населення громади — 11 925 осіб, сільське населення — 16 160 осіб. Територією громади протікає річка Стир.
Площа громади — 1091,3 км², населення — 26 885 мешканців (2018).
Утворена 12 червня 2020 року шляхом об'єднання Маневицької селищної, Будківської, Великоведмезької, Довжицької, Комарівської, Костюхнівської, Куклинської, Лісівської, Новорудської, Оконської, Старочорторийської, Троянівської, Цмінівської і Черевахівської сільських рад Маневицького району.
19 липня 2020 року, в результаті адміністративно-територіальної реформи та ліквідації  Маневицького району, громада увійшла до складу новоутвореного Камінь-Каширського району.
Оконські джерела — гідрологічна пам'ятка природи місцевого значення у південній частині села Оконська Маневицької громади.

## Населені пункти
До складу громади входять 36 населених пунктів — 1 селище (Маневичі) і 35 сіл.
Список за населенням:
- с. Будки
- с. Кам'януха
- с. Рудка
- с. Велика Ведмежка
- с. Нові Підцаревичі
- с. Довжиця
- с. Велика Яблунька
- с. Граддя
- с. Загорівка
- с. Мала Яблунька
- с. Комарове
- с. Новосілки
- с. Костюхнівка
- с. Вовчицьк
- с. Колодії
- с. Кукли
- с. Северинівка
- с. Лісове
- с. Гута-Лісівська
- с. Нова Руда
- с. Градиськ
- с. Набруска
- с. Оконськ
- с. Старий Чорторийськ
- с. Троянівка
- с. Бережниця
- с. Майдан
- с. Черськ
- с. Цміни
- с. Козлиничі
- с. Мала Ведмежка
- с. Підгаття
- с. Хряськ
- с. Череваха
- с. Софіянівка